# Свети Никола Чудотворец (Охрид)
„Свети Никола“ (на македонска литературна норма: „Свети Никола“) е православна църква в град Охрид, Северна Македония. Църквата е главна църква на Девета охридска парохия, част от Охридското архиерейско наместничество на Дебърско-Кичевската епархия на Македонската православна църква – Охридска архиепископия.

## История
Църквата се намира на улица „Спас Банджов“ № 24, на кръстовището с „Партизанска“, в Долна Влашка махала (Търсия). Църквата е издигната от заселилите се в Охрид власи, след унищожаването на Москополе от Али паша Янински, при управлението на Джеладин бег (1800 - 1830). Изградена е в 1863 година при управлението на митрополит Мелетий Преспански и Охридски.
Над западния вход има гръцки надпис:
| „ | На Свети Николай този храм се издигна от Долната румънска махала в Лихнида, при архиерейството на Мелетий в годината от Христа 1863. | “ |

Над южната врата има втори надпис с текст от Псалмите Давидови 5 (7):
| „ | В течение на целия живот имаме нужда от грижа. Но чрез Твоето изобилно милосърдие аз ще вляза в дома Ти; С благоговение към Тебе ще се поклонят към светия Твой храм. | “ |

## Архитектура
Църквата е еднокорабна, засводена с два слепи купола. Градена е от камък, а ъглите, покривните венци и петстранната апсида на изток са от бигор. По-късно от западната страна на църквата е изградена училищна сграда, която по-късно е използвана от свещениците. В 2006 – 2009 година са доградени трем и камбанария.
Стенописите са от края на XX век, дело на Драган Ристески от Охрид. Дверите на иконостаса и разпятието вероятно са донесени от изгорената църква в Москополе.
Иконостасът – шест внушителни престолни и празнични икони, е рисуван от Дичо Зограф в 1863 година. От тази година е и иконата Свети Кирил, Свети Климент и Свети Методий – ядрото от композицията Седмочислениците.